# Stahlwerk Annahütte

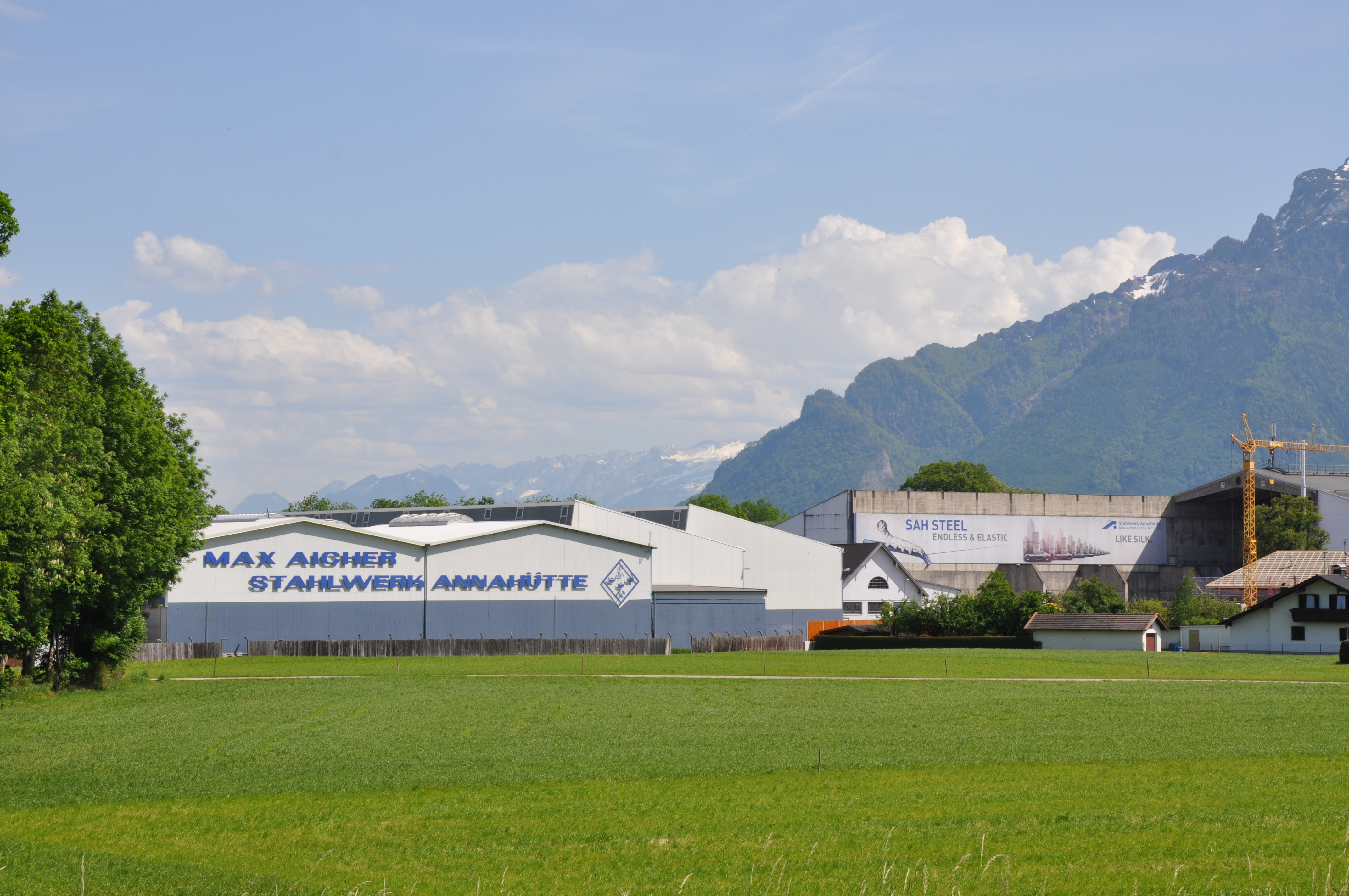
Teil des Stahlwerks von der B20 aus

Das Stahlwerk Annahütte in Hammerau bei Ainring im Landkreis Berchtesgadener Land ist ein stahlverarbeitendes Unternehmen.

## Überblick
Das damalige Eisenwerk wurde 1537 vom Salzburger Landesherrn Fürsterzbischof Matthäus Lang zur Gründung freigegeben und gehört heute zur Max-Aicher-Gruppe. Die Annahütte beschäftigt ca. 680 Mitarbeiter und hat eine Produktionskapazität von mehr als 240.000 Tonnen Stahl pro Jahr. In der Annahütte werden mit Hilfe eines Hubbalkenofens 6 m lange Rohstrangknüppel erhitzt und später zu Stabstahl, Gewindestahl und Betonstahl ausgewalzt und weiterbearbeitet. Der Stabstahl wird in die Automobilindustrie, Ketten- und Werkzeugindustrie geliefert. Der Gewinde- und Spannstahl wird neben der Spann- und Bewehrungstechnik in der Anker-, Schalungs- und Geotechnik weltweit eingesetzt.

## Geschichte

### Erzstift Salzburg
Der geistliche Landesherr Fürsterzbischof Matthäus Lang (1519–1540) erteilt am 2. Oktober 1537 die urkundliche Erlaubnis zur Förderung und Verarbeitung von Eisenerz. Dies gilt als Geburtsstunde des salzburgischen Erzbergbaus und in Achthal, Neukirchen, Röhrenbach und Hammerau wurden Werkstätten errichtet. Wenige Jahre nach Gründung der Eisengewerkschaft bestanden rege Handelsbeziehungen mit München und Augsburg. Anhand von Rechnungen aus dem umfangreichen Industriearchiv der Eisengewerkschaft, das heute im Bayerischen Hauptstaatsarchiv in München aufbewahrt wird, lässt sich ablesen, dass um die Mitte des 16. Jahrhunderts bereits die Herstellung von Blechen angelaufen war und unter anderem Waffen, Nägel, Schrauben und Draht produziert wurden. Ab 1600 wurde die Eisengewinnung und -verarbeitung von den geistlichen Landesherren in Salzburg mit Genugtuung und großem Interesse beobachtet. Angesichts wachsender Kriegsgefahr in Mitteleuropa Anfang des 17. Jahrhunderts wurde in den Werkstätten verstärkt Kriegsmaterial hergestellt. Im Dezember 1800 erfolgt der Einmarsch französischer Truppen, die auch in Hammerau deutliche Spuren hinterließen. Durch die Säkularisation 1803 endete die weltliche Herrschaft des Erzstifts. Von 1803 bis 1810 wechselte die Zugehörigkeit mehrfach.

### Bayern (seit 1810)
1810 kam der Rupertiwinkel zum Königreich Bayern. Am 25. Juli 1837 beschloss die Plenarversammlung ein umfangreiches Festprogramm zum dreihundertjährigen Bestehen, das am Vorabend des 26. September mit Feuerwerk stattfand. In der zweiten Hälfte des 19. Jahrhunderts sorgte die Industrielle Revolution für eine technische wie wirtschaftliche Weiterentwicklung im Bereich der Eisengewinnung und -verarbeitung. Die Werkstätten der Eisengewerkschaft wurden modernisiert und ausgebaut. 1866 entstand in Hammerau ein neues Blechwalzwerk. Bereits elf Jahre später folgten ein größeres Walzwerk, eine Turbine und ein mit Torf zu beheizender Gussschweißofen.
Mit der Krisensituation der deutschen Wirtschaft Ende des 19. und Anfang des 20. Jahrhunderts hat auch die Eisenhütte in Hammerau mit Absatzschwierigkeiten zu kämpfen. Um konkurrenzfähig bleiben zu können, wurde im österreichischen Käferheim (früher Käferham) eine Gießerei als Nebenbetrieb gegründet. Auf diese Weise erhoffte man vom österreichischen Staat, der generell nur inländische Firmen mit Aufträgen betraute, am Ausbau des dortigen Eisenbahnnetzes beteiligt zu werden. Doch Witterungsschäden und fehlende staatliche Hilfeleistungen machten schließlich einen Verkauf der Werke in Hammerau und Käferham unumgänglich. 

#### Hohenzollersche Hüttenverwaltung und Alfred Zeller
Mit der Unterzeichnung des Kaufvertrages am 1. August 1906 gingen die Betriebseinrichtungen in den Besitz der Fürstlich Hohenzollernschen Hüttenverwaltung Laucherthal-Sigmaringen über. Im Ersten Weltkrieg war es ein Rüstungsbetrieb. 
Nach dem Ende der Inflationszeit wurde das Werk in Hammerau von Alfred Zeller übernommen. Der vor dem Zusammenbruch stehende Betrieb trug nun den Namen „Annahütte“ und musste, bedingt durch die Weltwirtschaftskrise, Ende der 1920er Jahre Konkurs anmelden. 1932 konnte Alfred Zeller, nachdem kein Käufer gefunden worden war, die „Annahütte“ erneut übernehmen. Während des Zweiten Weltkriegs wurde das Werk wiederum zum Rüstungsbetrieb umfunktioniert. 1940 zählte Hammerau 2.000 Beschäftigte. Wegen einer Verbrauchsregelungsstrafverordnung wurde Zeller, sein Sohn und seine Ehefrau angeklagt und verurteilt. Zeller wurde zu einem Jahr und sechs Monaten Gefängnishaft verurteilt. Deswegen wurde vom 6. Mai 1942 bis 27. Juli 1943 Karl Schrem, Direktor der Bayerischen Pflugfabrik in Landsberg am Lech, als kommissarischer Betriebsleiter eingesetzt. Alfred Zeller starb vor der Kapitulation Deutschlands 1945. Sein Sohn Kurt Zeller leitete mit dem Einbau eines Siemens-Martin-Hochofens den Wiederaufbau ein. Nach dessen Tod im Jahre 1957 übernahm sein Bruder Walter Zeller das Werk. Mitte der 1970er Jahre zählte die „Annahütte“ knapp 400 Beschäftigte. Die weltweite Rezession in der Stahlindustrie und fehlgeschlagene Modernisierungsmaßnahmen führten zum erneuten Konkurs.

#### Max Aicher
Im November 1975 erwarb Max Aicher die gesamte Werksanlage und benannte sie in „Stahlwerk Annahütte Max Aicher GmbH & Co. KG“ um. Begleitet von umfangreichen Rationalisierungsmaßnahmen wurde 1976 der Betrieb des Walzwerkes mit der Produktion von Betonstählen wieder aufgenommen. Die Baustahlmattenproduktion kam als weiteres Produktionsfeld dazu. Der Bau einer Werkseisenbahn und mehrerer Straßen auf dem Betriebsgelände sorgte 1977 für eine verbesserte Infrastruktur. Die Modernisierung fast der gesamten Walzstraße einschließlich eines neuen Hubbalkenofens mit einer technischen Leistungsfähigkeit von 45 t pro Stunde wurde 1982 abgeschlossen. Im Jahre 1983 erfolgt die Inbetriebnahme der Eisenbiegerei.
Die Produktpalette wurde 1984 auf die Erzeugung von Gewinde- und Spannstählen ausgedehnt. Die Betonstahlproduktion wurde stillgelegt. Zwei Reckanlagen wurden in Betrieb genommen und es entstanden die ersten Adjustagebetriebe für Anker- und Spannstähle. Eine 200-Tonnen-Schenck-Zerreißmaschine für dynamische Versuche wurde installiert. Im Laufe des Jahres 1986 wurden Patente für die Spannstahlproduktion (wasservergütet, gereckt und angelassen) angemeldet und erstmals Gewindeformate mit Durchmesser 40 und 50 mm hergestellt.
1993 erfolgte die Inbetriebnahme einer vollkontinuierlichen Feineisenwalzstraße. Im Jahre 1996 wurde die Fertigung von Zubehörteilen für Gewinde- und Spannstähle aufgebaut und 1997 wurde die Mattenfabrikation ins österreichische Schwesterwerk in Parndorf ausgelagert. Der Betrieb des Walzwerks wurde auf das Zweischichten-System umgestellt. 2000 erfolgte der Bau einer Adjustage für Bewehrungstechnik-Produkte. 2002 wurde ein erster eigener Vertriebsstandort in den USA gegründet (SAS Stressteel Inc., Fairfield, New Jersey). 2003 ersetzte man das bestehende Qualitätsmanagementsystem QS 9000/VDA 6.1 durch die neue ISO TS 16949:2002. 
2007 erfolgte die Erweiterung des Vertriebes in den USA durch Erwerb der Firma AVAR Construction Inc. in Kalifornien und die Fertigstellung der Erweiterungshalle für den Blankstahlbetrieb, sowie Inbetriebnahme einer weiteren Rissprüfanlage mit zusätzlicher Ultraschallprüfung. Die Produktionsmenge im Walzwerk überstieg erstmals die 200.000-Tonnen-Marke. 2008 kam die Verstärkung der Marktpräsenz im Bereich Gewindestahl durch den Erwerb der Firma SAS Unetra Systems, SL, in Spanien und Beteiligung an der neu gegründeten Firma Accessoires de Construction SAS (ADC) in Frankreich. In der Slowakei wurde eine Betriebsstätte zur Zubehörproduktion eröffnet.